# مخدان (خمیر)
 مخدان  روستای کوچکی از توابع بخش مرکزی شهرستان خمیر در شهرستان خمیر در استان هرمزگان ایران است. 

## محدوده مخدان
از شمال کوه، از جنوب لمزان، از مغرب راه ارتباطی، و از سمت مشرق به کونه محدود می‌گردد. 

## جمعیت
این روستا زیر ۳ نفر جمعیت دارد که از اهل سنت و از شاخه شافعی هستند یعنی از پیروان امام محمد ادریس شافعی هستند. 
دارای مسجد، دبستان، آب‌انبار (برکه) است.

## پیشه
پیشهٔ بیشتر مردم کشاورزی، دامداری، و تجارت است. دارای ۲۵۰ اصله نخل دیم و ۱۰۰ من زمین زیر کشت است.